# Bright Angel Trail Bridge
Bright Angel Trail Bridge, också kallad Silver Bridge, går över Coloradofloden i Grand Canyon National Park. Den ligger mindre än en kilometer från där Bright Angel Creek mynnar i Coloradofloden och från Phantom Ranch. Bron ingår i Bright Angel Trail. Bright Angel Trail Bridge och den 700 meter uppströms liggande Kaibab Trail Suspension Bridge från 1928 är de enda flodövergångarna över Coloradofloden på en sträcka av 550 kilometer.
Före 1907 var enda sättet att ta sig över Coloradofloden i detta område med båt, vilket var riskabelt och ledde till många dödsfall. David Rust på Phantom Ranch beslöt att bygga en privat kabelbana. Den togs ur bruk 1917, när kabelvagnen skadades av floden vid en översvämning. Den andra flodövergången i ordningen var en hängbro som saknade styvhet och som byggdes 1920. Den visade sig vara alltför svajig för att på ett säkert sätt bära ett ökande antal vandrare. Den skadades svårt i en storm 1923. En ny bro byggdes 1928 och var fram till dess Bright Angel Trail Bridge byggdes i slutet av 1960-talet den enda flodövergången i Grand Canyon National Park.

## Bildgalleri

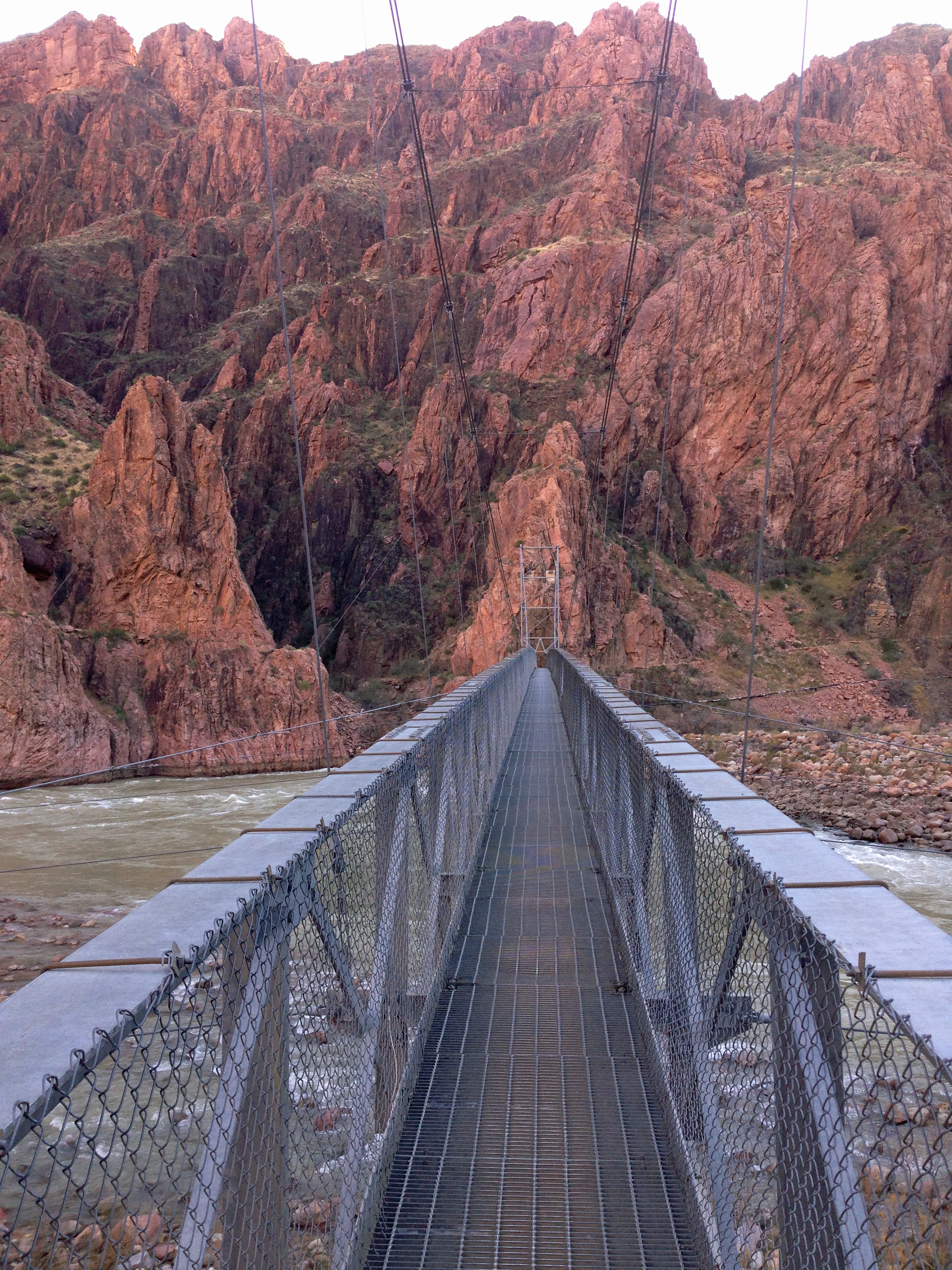
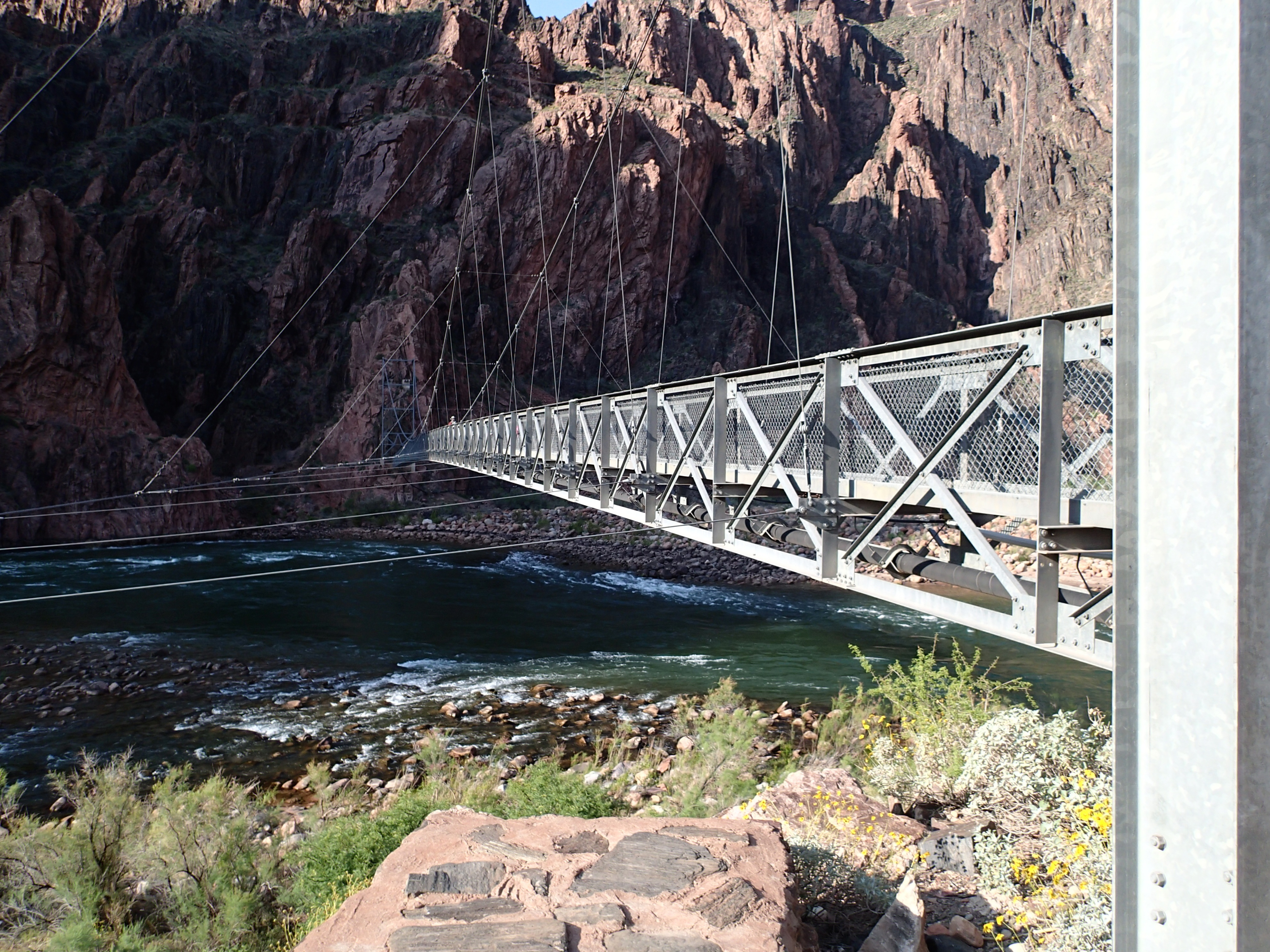
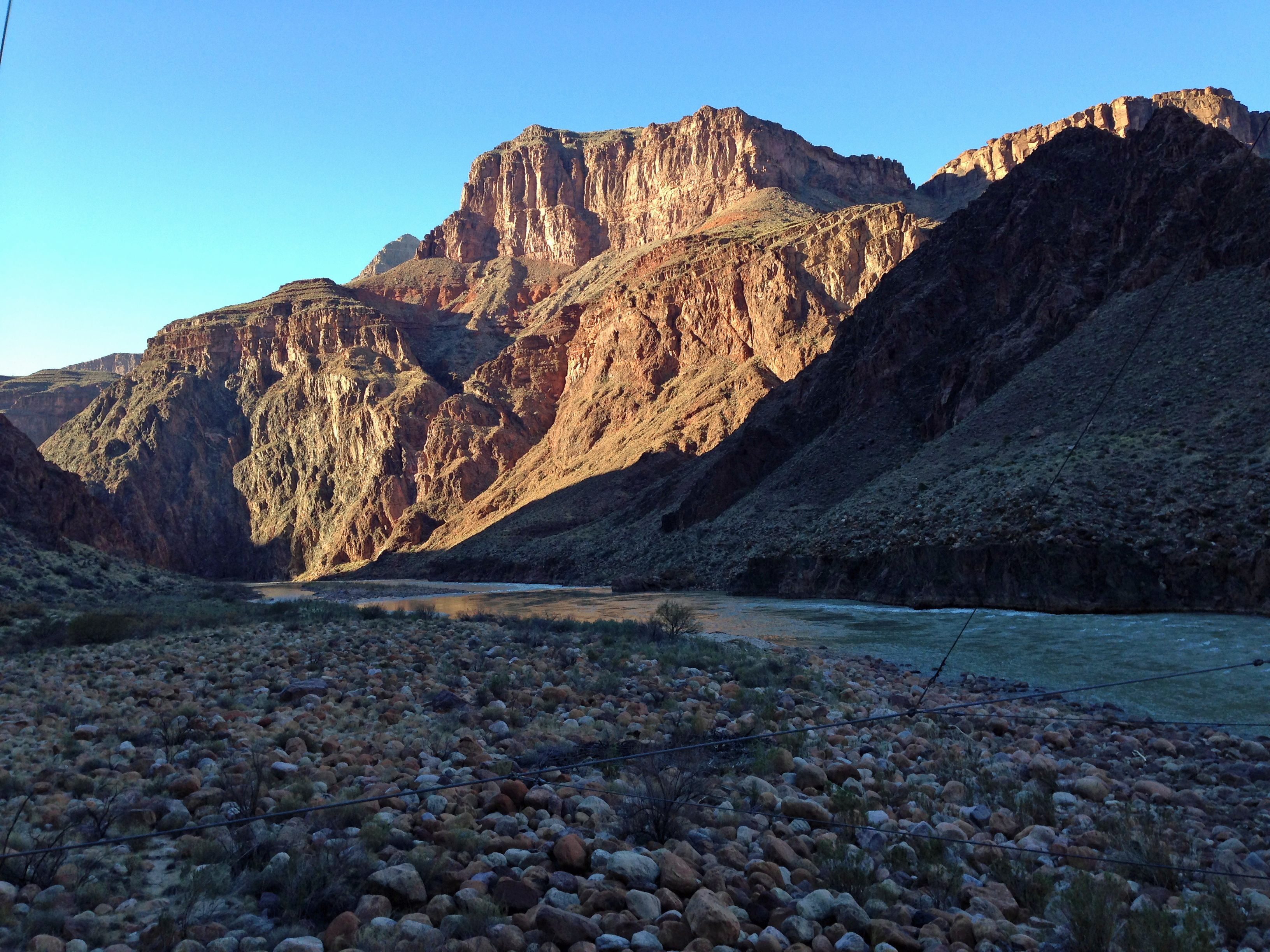
Vy nedströms från Bright Angel Trail Bridge
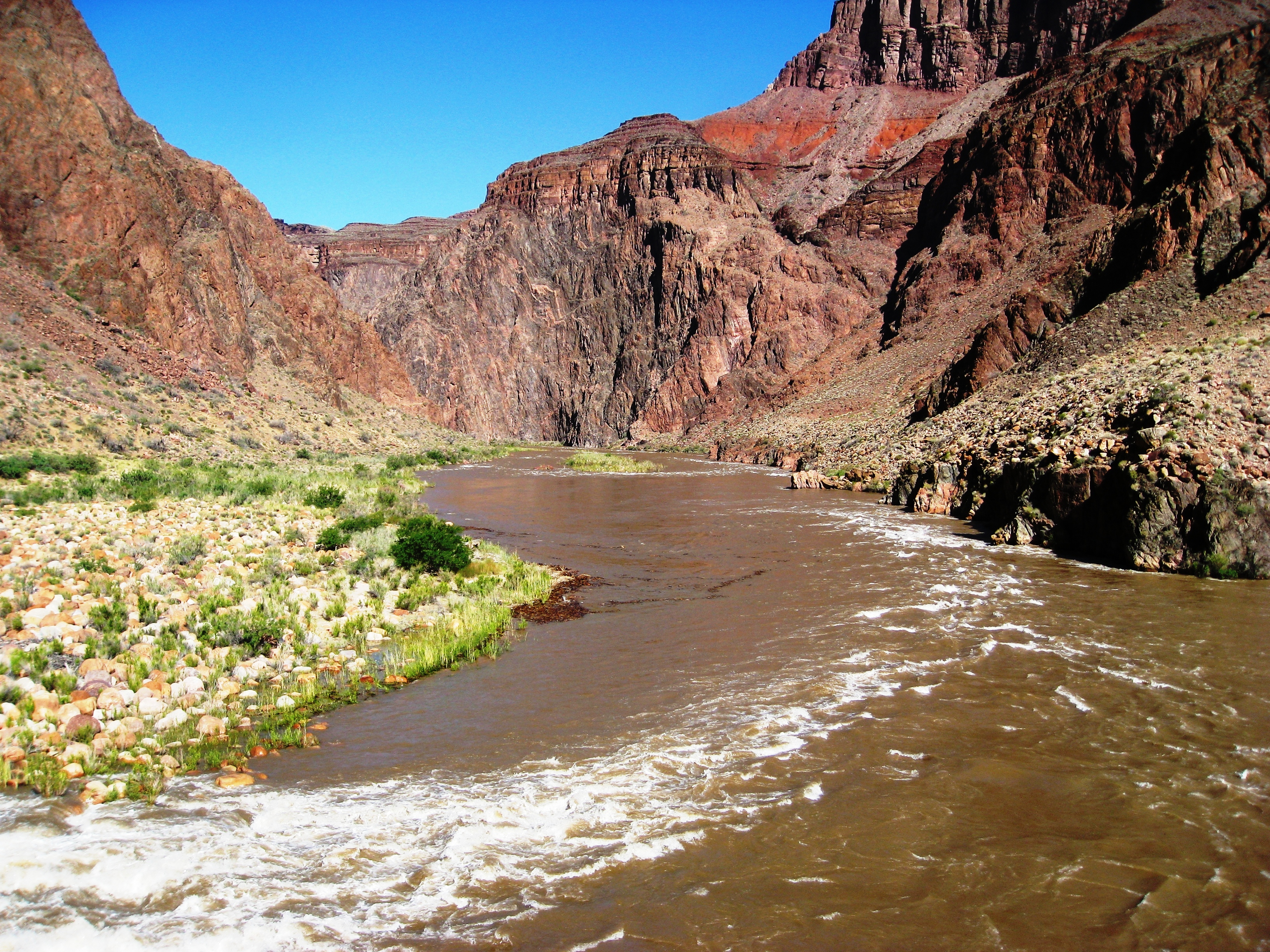
Vy från Bright Angel Trail Bridge